# Association sportive Tata national
 (juillet 2017).
Si vous disposez d'ouvrages ou d'articles de référence ou si vous connaissez des sites web de qualité traitant du thème abordé ici, merci de compléter l'article en donnant les références utiles à sa vérifiabilité et en les liant à la section « Notes et références ».
L'Association sportive Tata national est un club de football malien basé à Sikasso.

## Palmarès
- Coupe du Mali de football
  - Finaliste : 2003